# Claudia Bauzer Medeiros
Claudia Bauzer Medeiros (18 de agosto de 1954) é uma engenheira eletrotécnica, pesquisadora e professora universitária brasileira.
Comendadora da Ordem Nacional do Mérito Científico e membro titular da Academia Brasileira de Ciências, Claudia é coordenadora da Rede de Repositórios de Dados da FAPESP, no projeto COVID-19 Data Sharing/BR, um dos maiores repositório de dados abertos de pacientes de COVID-19 do mundo, e pesquisadora do Instituto de Computação da Unicamp. Também é coordenadora-adjunta do programa de eScience da FAPESP.

## Biografia
Claudia Bauzer formou-se em engenharia elétrica pela Pontifícia Universidade Católica do Rio de Janeiro em 1976 e, após mestrado em Ciência da Computação na mesma instituição (1979), concluiu um doutorado em Ciência da Computação na Universidade de Waterloo, no Canadá (1985).
Em 1994, fundou o Laboratory of Information Systems da Universidade Estadual de Campinas, um dos primeiros grupos nacionais dedicado especificamente a lidar com sistemas de dados de forma multidisciplinar. Entre 2003 e 2007, foi presidente da Sociedade Brasileira de Computação, e em maio de 2019, tomou posse de uma das cadeiras da Academia Brasileira de Ciências.

## Prêmios
Em 2008, foi admitida na Ordem Nacional do Mérito Científico, como comendadora.